# Gözebaşı, Adıyaman
Gözebaşı là một xã thuộc thành phố Adıyaman, tỉnh Adıyaman, Thổ Nhĩ Kỳ. Dân số thời điểm năm 2011 là 499 người.